# Lettland i olympiska vinterspelen 1928
Lettland deltog med en deltagare vid de olympiska vinterspelen 1928 i Sankt Moritz. Landets deltagare erövrade ingen medalj.

## Skridskor
- Alberts Rumba